# Геральдические источники
Геральдические источники — памятники, делопроизводственные документы и письменные источники.
Без исчерпывающего ответа, на которые должен ответить каждый историк, а именно — где, как и почему, невозможно понять у западноевропейских народов сложились именно такие традиции институциональные, нобилитетные, военные и геральдические, каковы существенные отличия одних от других. Исследовать все эти явления в их совокупности — задача историка, а разобраться в их частностях — задача специалистов и исследователей по геральдике.
Говоря об известных и сохранившихся сокровищах геральдики, как "символа кода, состоящего из двух различных видов графем: идентификационных (на основе пиктограмм) и выразительных (на основе идеографем), нередко сочетающихся на одном щите", необходимо дополнить "и не только на щите". Это дополнение имеет существенное значение потому, что, прежде чем заниматься непосредственно изучением геральдики, необходимо знать геральдические источники.